# Léomar
Léomar Leiria (ur. 26 czerwca 1971 w Marechal Cândido Rondon) – brazylijski piłkarz, występujący podczas kariery na pozycji defensywnego pomocnika.

## Kariera klubowa
Léomar rozpoczął piłkarską karierę w Athletico Paranaense w 1989 roku. W klubie z Kurytyby grał( z krótką przerwą na grę w AA Iguaçu) do 1995 roku. W 1996 roku przeszedł do Sport Recife. Z klubem z Recife czterokrotnie zdobył mistrzostwo stanu Pernambuco – Campeonato Pernambucano w 1997, 1998, 1999 i 2000 roku.
W 2002 roku grał w południowokoreańskiego Jeonbuk Hyundai Motors. W 2003 grał ponownie w Athletico Paranaense. W 2004 roku grał w Náutico Recife, z którym zdobył mistrzostwo stanu Pernambuco – Campeonato Pernambucano w 2004 roku. W latach 2005–2006 grał w Operário Campo Grande, po czym przeszedł do CSA Maceió, gdzie zakończył karierę w 2006 roku.

## Kariera reprezentacyjna
Léomar ma za sobą występy w reprezentacji Brazylii, w której zadebiutował 25 kwietnia 2001 w zremisowanym 1-1 meczu z reprezentacją Peru w eliminacjach Mistrzostwa Świata 2002. W tym samym roku został powołany do kadry na Puchar Konfederacji. Na turnieju w Japonii i Korei Południowej Léomar zagrał w czterech meczach z Kamerunem, Kanadą, Japonią oraz 7 czerwca 2001 z Francją, który był jego piątym i ostatnim meczem w reprezentacji.